# Великий Акжар
Великий Акжа́р (каз. Үлкен Ақжар) — село у складі Майського району Павлодарської області Казахстану. Адміністративний центр та єдиний населений пункт Акжарського сільського округу.
Населення — 439 осіб (2021; 615 у 2009, 843 у 1999, 509 у 1989).
Національний склад станом на 1989 рік:
- казахи — 100 %